# Foucaultovo nihalo
Foucaultovo nihalo [fukójevo nihálo] je na dolgo žičnato vrv obešena (okrogla) masivna železna utež. Nihalo je poimenovano po francoskem fiziku in astronomu Jeanu Bernardu Léonu Foucaultu.
Foucault je to nihalo prvič uporabil leta 1851 v pariškem Panteonu, ki ga je dal zgraditi kralj Ludvik XV. v zahvalo zavetnici Pariza, sveti Genovefi leta 1744. Utež nihala tehta 28 kg in visi na 67 m dolgi ter 1,3 mm debeli žici. 
V kupoli Panteona je Foucault izobesil svoje nihalo, da bi z njim uspel nastaviti pravilno smer svojega daljnogleda. Pred tem je uporabljal manjše nihalo, na zgolj dvometrski vrvi. Nihalo v pariškem Panteonu je bilo prava senzacija na Razstavi Pariza leta 1851. S tem nihalom povezana spoznanja o naravoslovju so botrovala poplavi tovrstne znanstvene književnosti. 
Kljub temu, da se nihalo imenuje po Foucaultu, ga je iznašel italijanski (firenški) matematik in fizik Vincenzo Viviani (1622-1703) že leta 1661. Viviani, ki je leta 1639 postal sodelavec Galilea Galileija, je o njem napisal tudi prvi življenjepis. Leta 1666 je postal dvorni matematik velikega vojvode Ferdinanda II.

## Pomen nihala
- Po prvi razlagi o pomenu Foucaultovega nihala, gre za najpomembnejši in najpopolnejši dokaz za rotacijo Zemlje (vrtenje Zemlje okoli lastne osi). Že Foucault je pri poskusu s samó dvometrsko vrvjo ugotovil, da se smer gibanja uteži, pri tem ko je drsela tik nad tlemi, s časom spreminja. Ker na nihalo ne deluje nobena zunanja sila, je spremembo smeri gibanja možno pripisati samo vrtenju tal, torej Zemlje.

Na ekvatorju se nihalna površina nihala ne vrti. Bolj kot se oddaljimo od ekvatorja, močnejši je zasuk, in znaša na Severnem in Južnem tečaju 360° na dan.
Čas zasuka je možno določiti za posamezno točko na Zemlji, glede na njeno zemljepisno širino φ (od ekvatorja 90° proti severu in 90° proti jugu), po enačbi
{\displaystyle T={T' \over \sin \varphi }\;;\quad 0^{\circ }<\varphi <90^{\circ }.}
Pri tem znaša T', dolžino zvezdnega in ne Sončevega dne. Dolžina zvezdnega dne znaša 23 ur in 56 minut, solarnega pa 24 ur. Razlika nastane zaradi vračunanega premika po ekliptiki Zemlje okoli Sonca za približno 1° na dan (360°/365,25 dni) kar je približno 1°/dan pri solarnem dnevu. Najlažje si zasuk predstavljamo na Severnem tečaju, kjer se Zemlja pod nihalom preprosto odvrti, ne da bi nihalo spremenilo svoj položaj, razen zaradi zemeljske ekliptike, torej premika Zemlje okoli Sonca.
- Po drugi razlagi Foucaultovega nihala deluje na nihajoče nihalo Coriolisova sila, in sicer na vseh zemljepisnih širinah, razen na ekvatorju. Coriolisova sila povzroči na severni zemeljski polobli odmik na desno in na južni zemeljski polobli odmik na levo. Torej se ravnina, iznad katere nihalo niha, zavrti okoli izhodiščne točke vrvi na stropu (oziroma skozi navpično premico med središčem kroga, ki ga riše nihalo na tleh in točko, kjer je vrv obešena), enkrat na dan. Pri tem znaša kotna hitrost ωv = ωE sin φ, če je φ ponovno zemljepisna širina točke obešenja.

Pot, ki jo opiše oziroma nariše Foucaultovo nihalo na tleh, je tako imenovana rozeta. Rozeta je tudi znak reda častne legije (legija časti).
Foucaultovo nihalo, ki visi s stropa Lexingtonske javne knjižnice v Lexingtonu, Kentucky je največja stropna ura na svetu.